# Steinbruch am Wahlberg
Der Steinbruch am Wahlberg ist seit 2013 ein ca. 14 ha großes Naturschutzgebiet im Bereich nördlich von Königsheide, einem Ortsteil von Marienheide und Ohl, einem Ortsteil von Wipperfürth, einer Stadt im Oberbergischen Kreis. Er liegt am Hang des Wahlbergs, der höchsten Erhebung Wipperfürths. Unterhalb des Steinbruchs verläuft die ehemalige Bahntrasse der Wippertalbahn. Diese diente dem Abtransport der Steine.

## Geschichte
Erstmals wird er Ende des 19. Jahrhunderts in einer preußischen Karte erwähnt. Im näheren Umfeld des Steinbruchs befinden sich im Süden die Ortschaften Gogarten und Krommenohl. Beide hatten etwa zur gleichen Zeit einen starken Bezug zur Pulvermühlenindustrie.
Kennzeichnend für den Steinbruch sind die hohen, steil aufragenden Hänge und Flanken. Dabei erreichen die Hänge laut der Deutschen Grundkarte eine Höhe von bis zu 46 m.
Bis in die 1970er Jahre wurde im Steinbruch Grauwacke abgebaut.
2013 wurde das Gelände als Naturschutzgebiet deklariert.

## Beschreibung und Ziel
Das Gebiet ist besonders durch die hohen und steilen Felswände geprägt, in deren Spalten die für Mauerritzen typische Gewächse, wie Moose und Flechten, gedeihen. Diese profitieren besonders von den, durch die variierende Tiefe der Felswände entstandenen, unterschiedlich trockenen Felsbereichen. Dadurch ist eine große Artenvielfalt dieser Pflanzen entstanden. Die ehemaligen Halden sind nun vorwiegend mit Wald bewachsen. Nördlich des Steinbruchs ist eine größtenteils mit grusigem und blockigem Untergrund bedeckte Landschaft vorzufinden. Darauf hat sich vor allem ein Birken-Pionierwald angesiedelt.
Durch die Ausweisung als Schutzgebiet soll der Erhalt und die Wiederentwicklung offener Sekundär-Lebensräume sowie der bodensauren Pionierwälder gewährleistet werden.

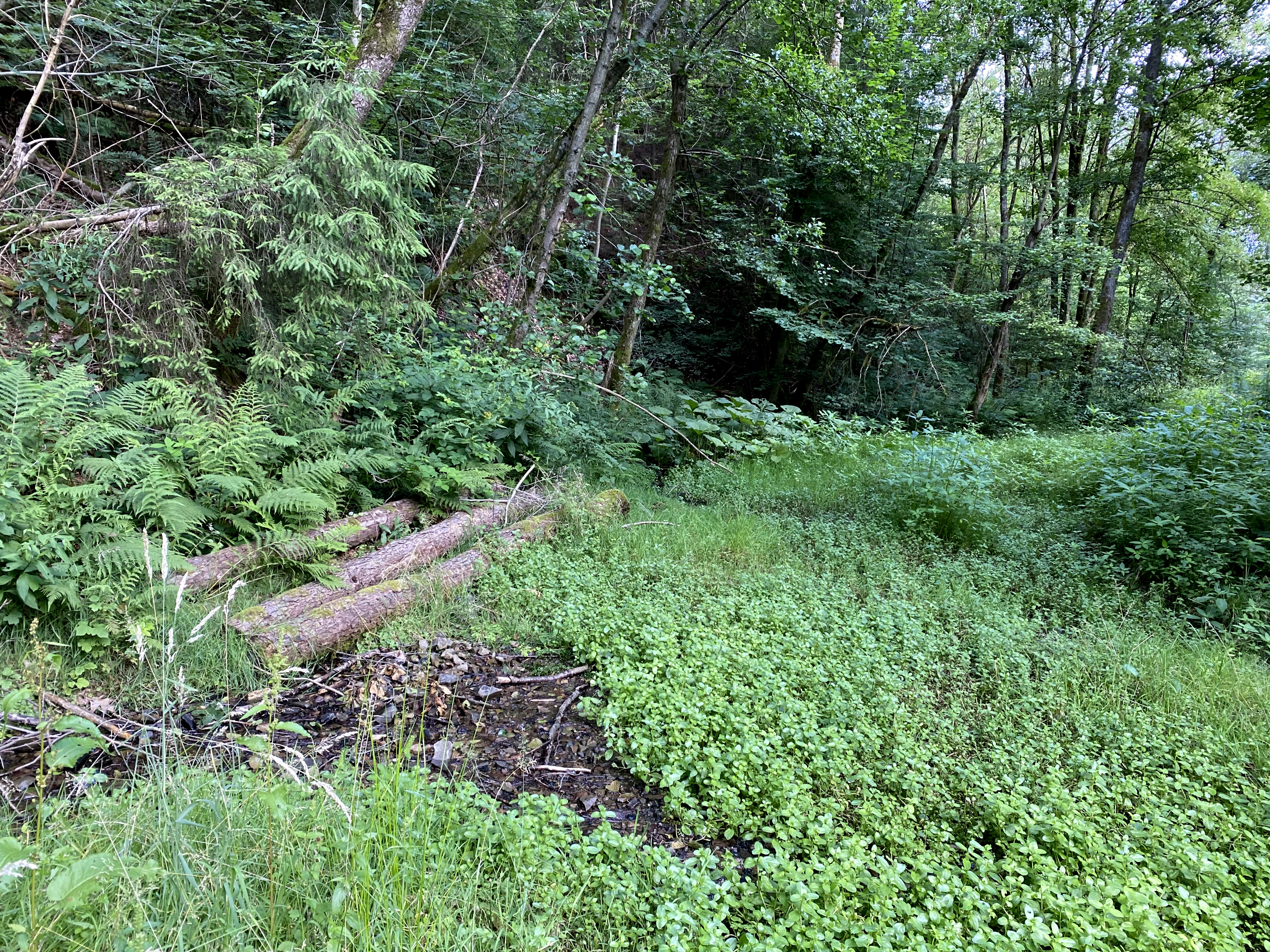
Hangsickerquelle – Bachbungen-Bestand
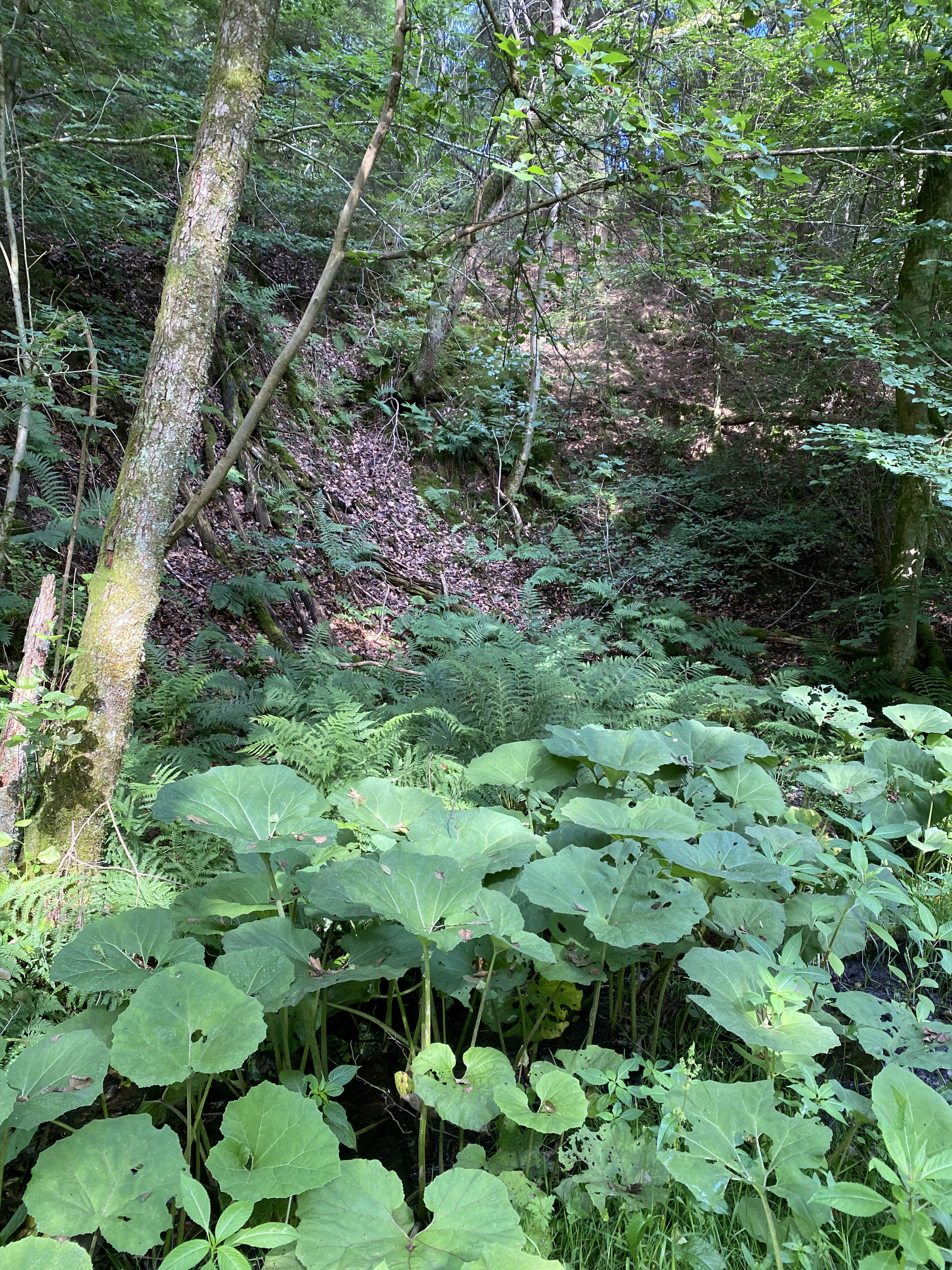
Pestwurz-Bestand an einer Hangsickerquelle
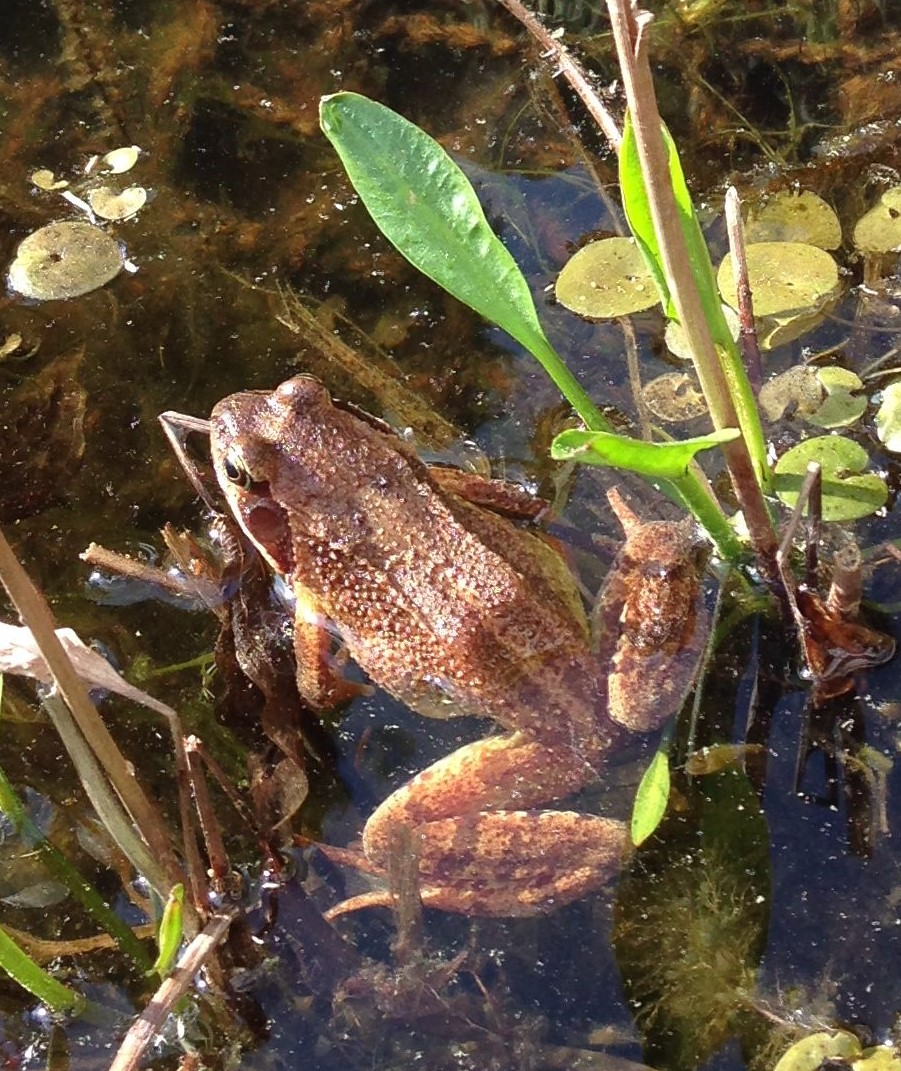
Grasfrosch (Rana temporaria)
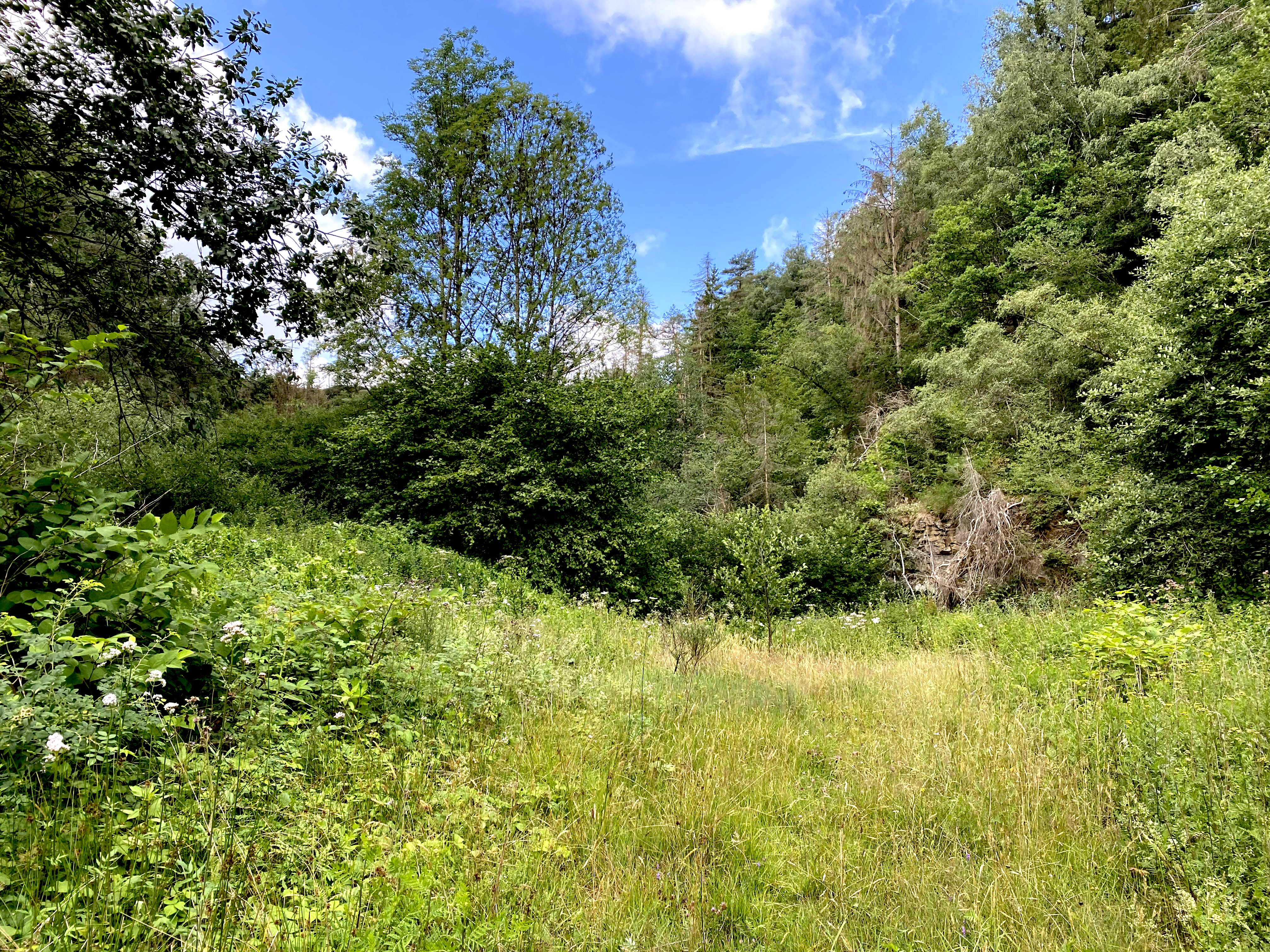
Steinbruch am Wahlberg
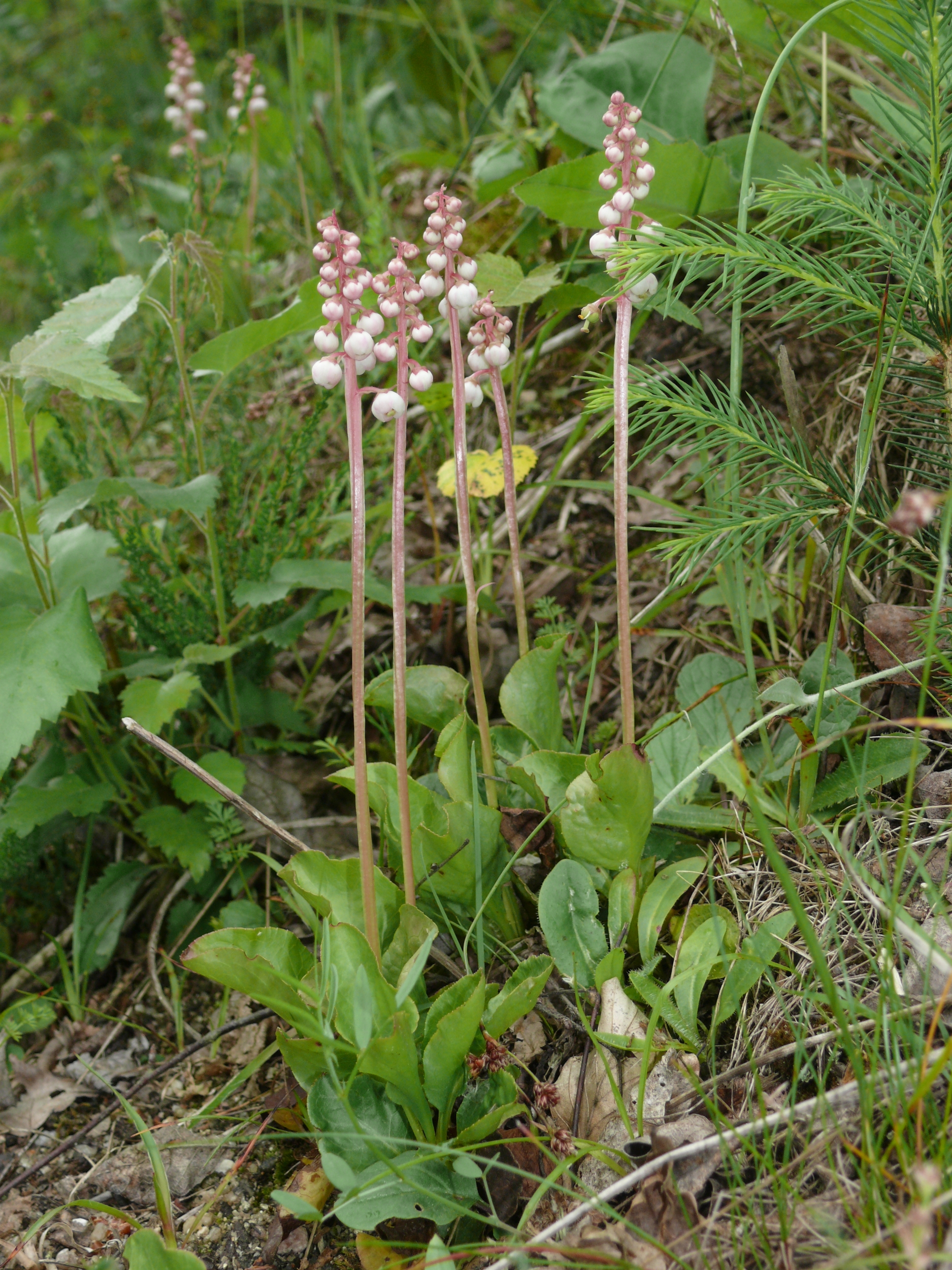
Kleines Wintergrün (Pyrola minor)
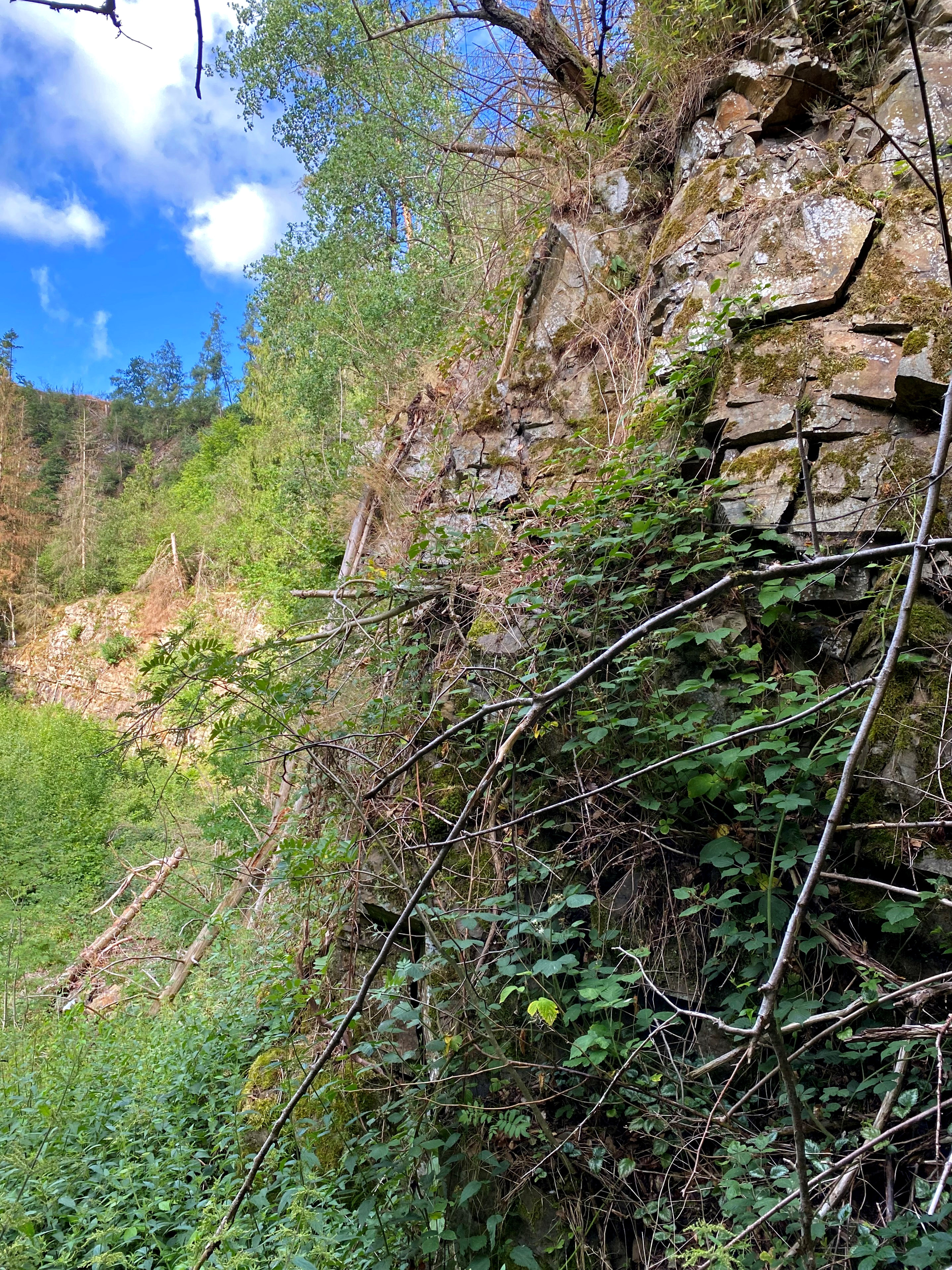
Steinbruchwand
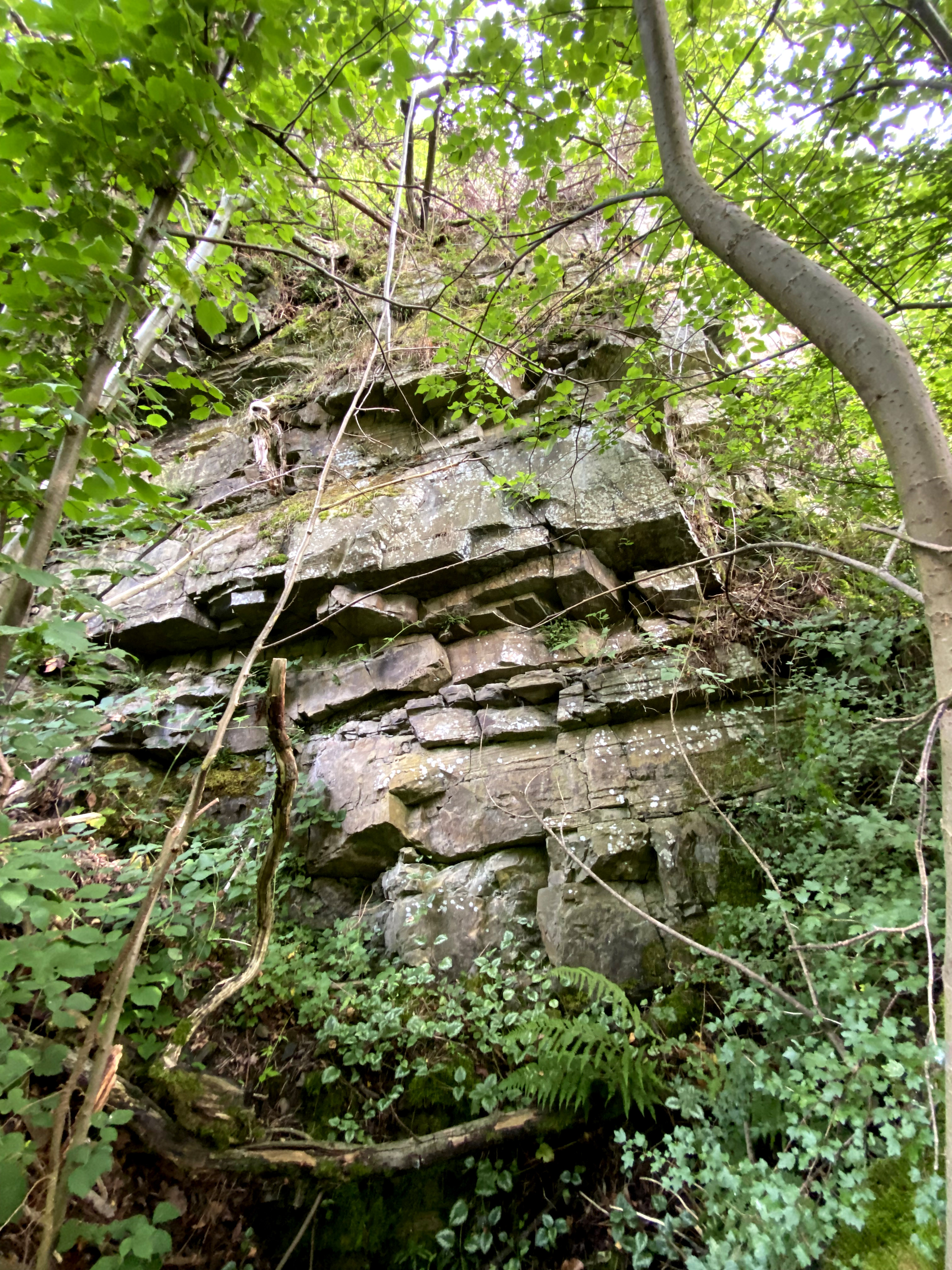
Felswand im Steinbruch am Wahlberg
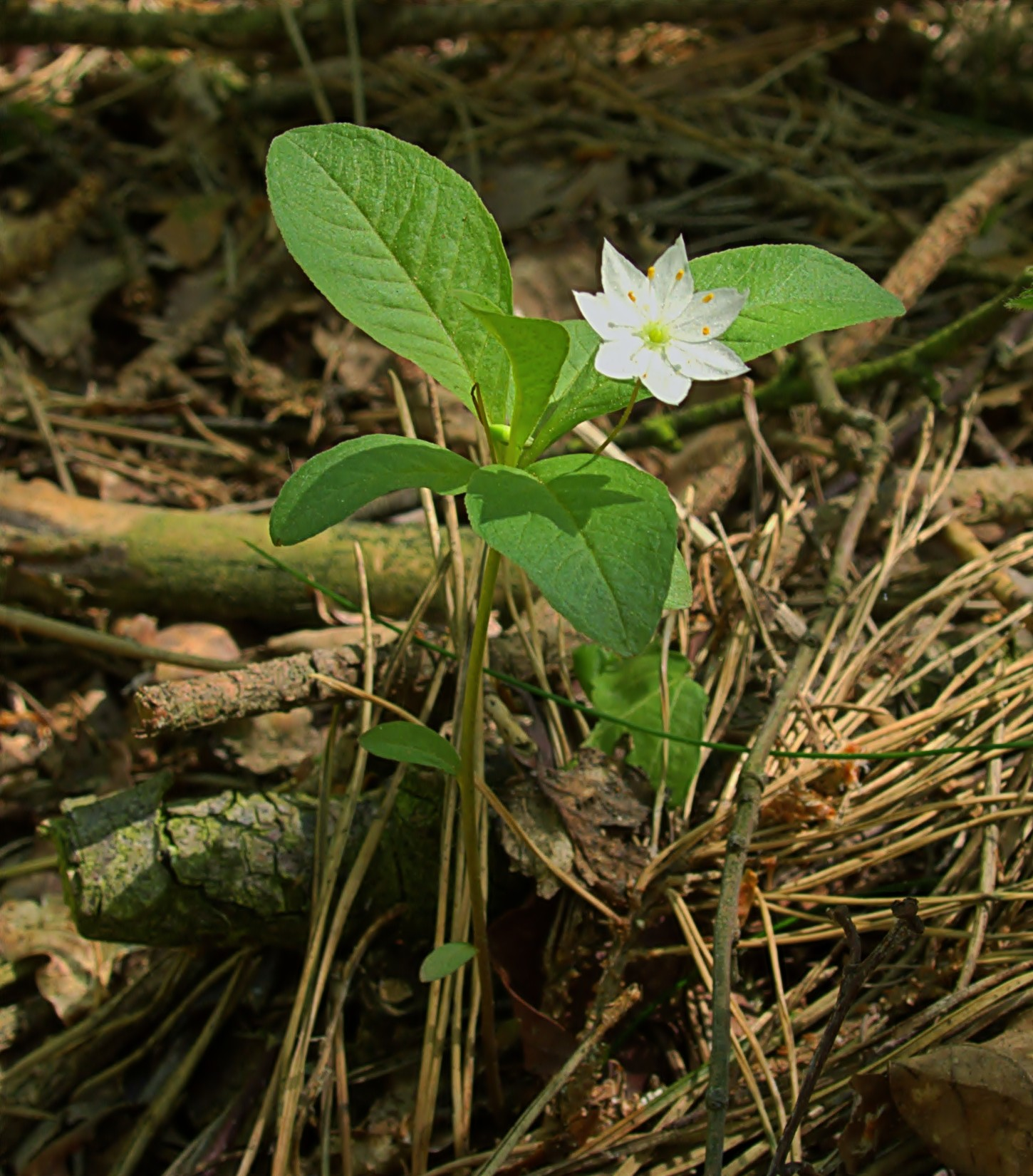
Siebenstern (Trientalis europaea)
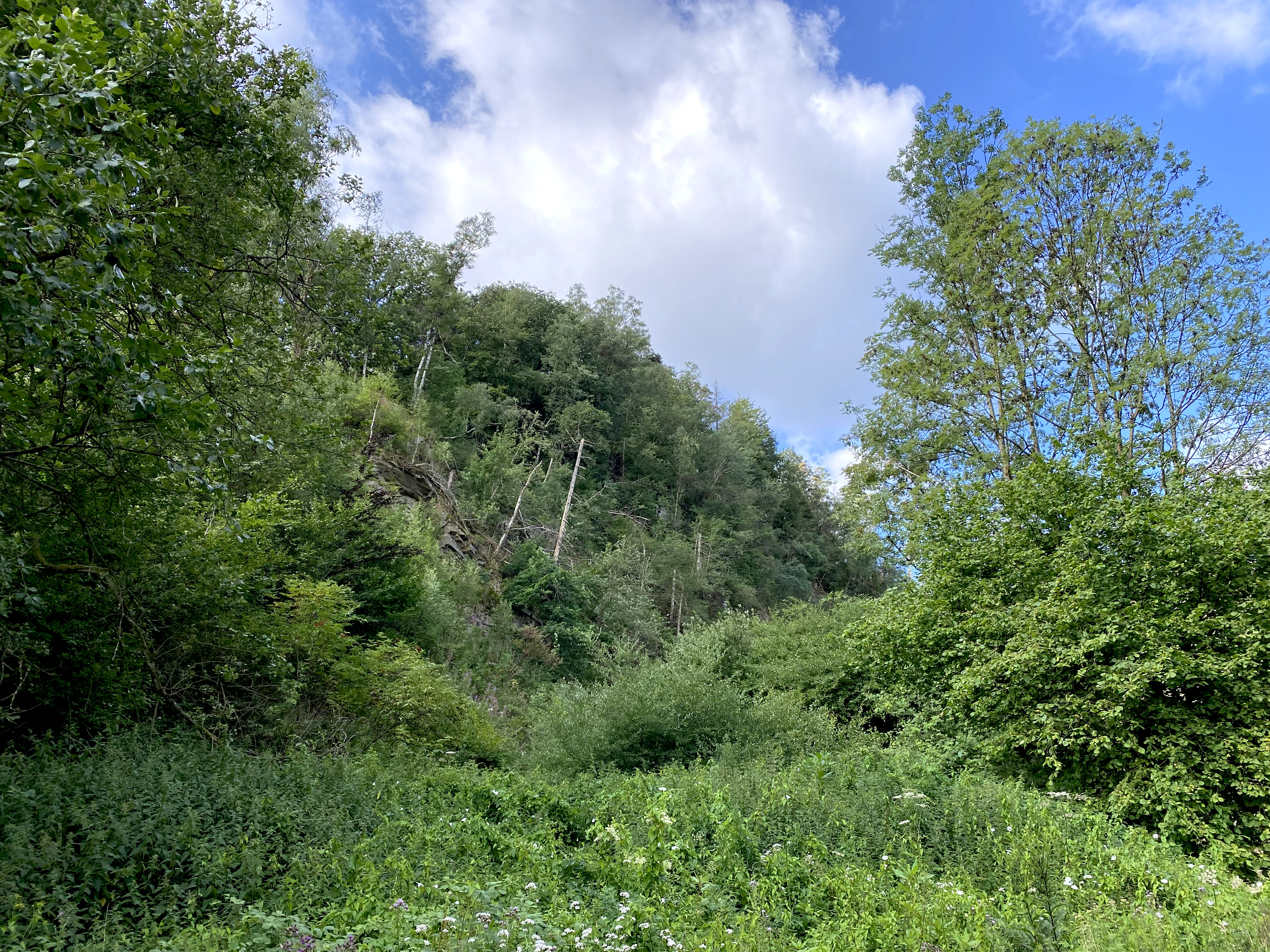
Steinbruch am Wahlberg
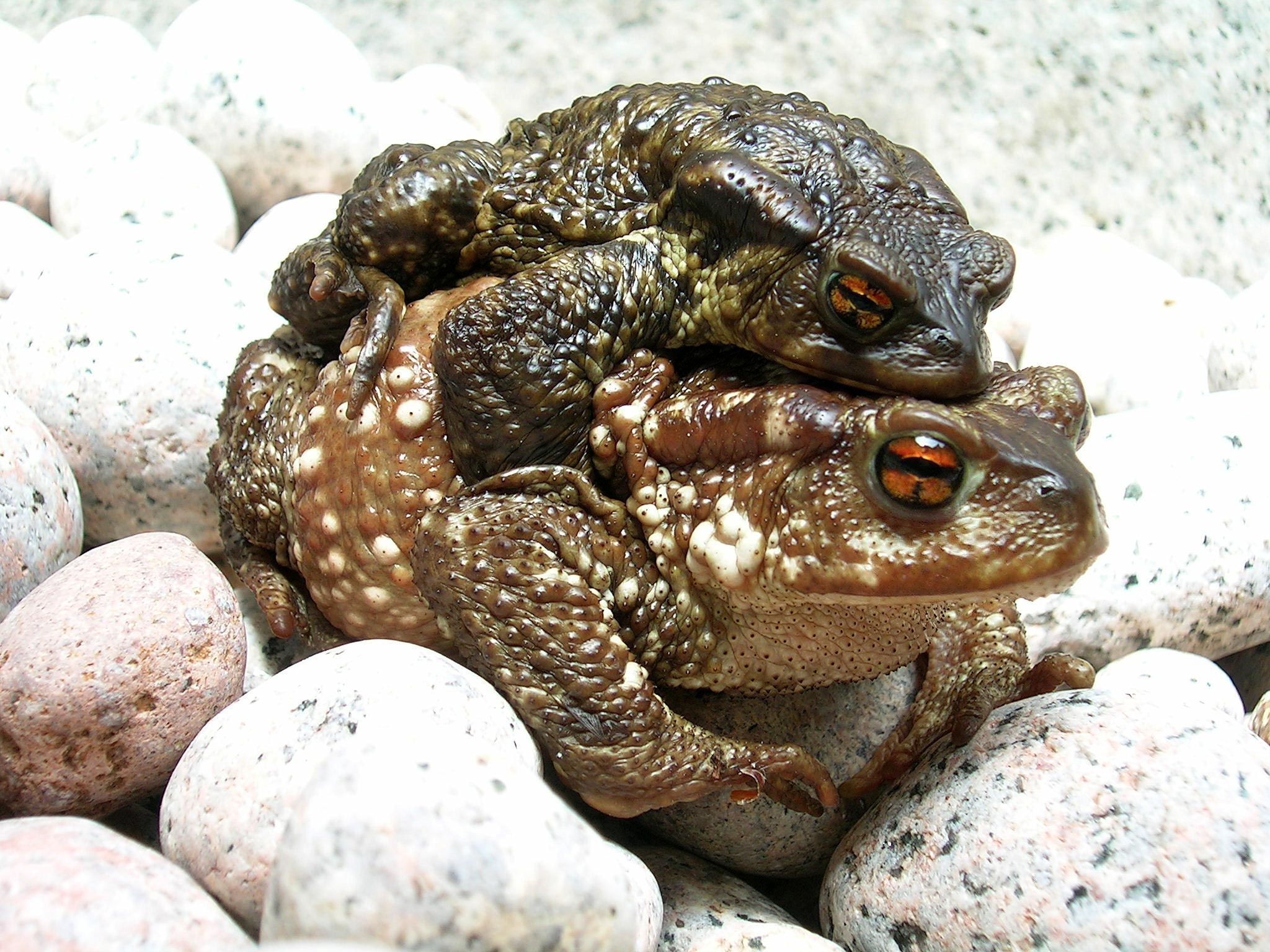
Erdkrötenpaar (Bufo bufo)
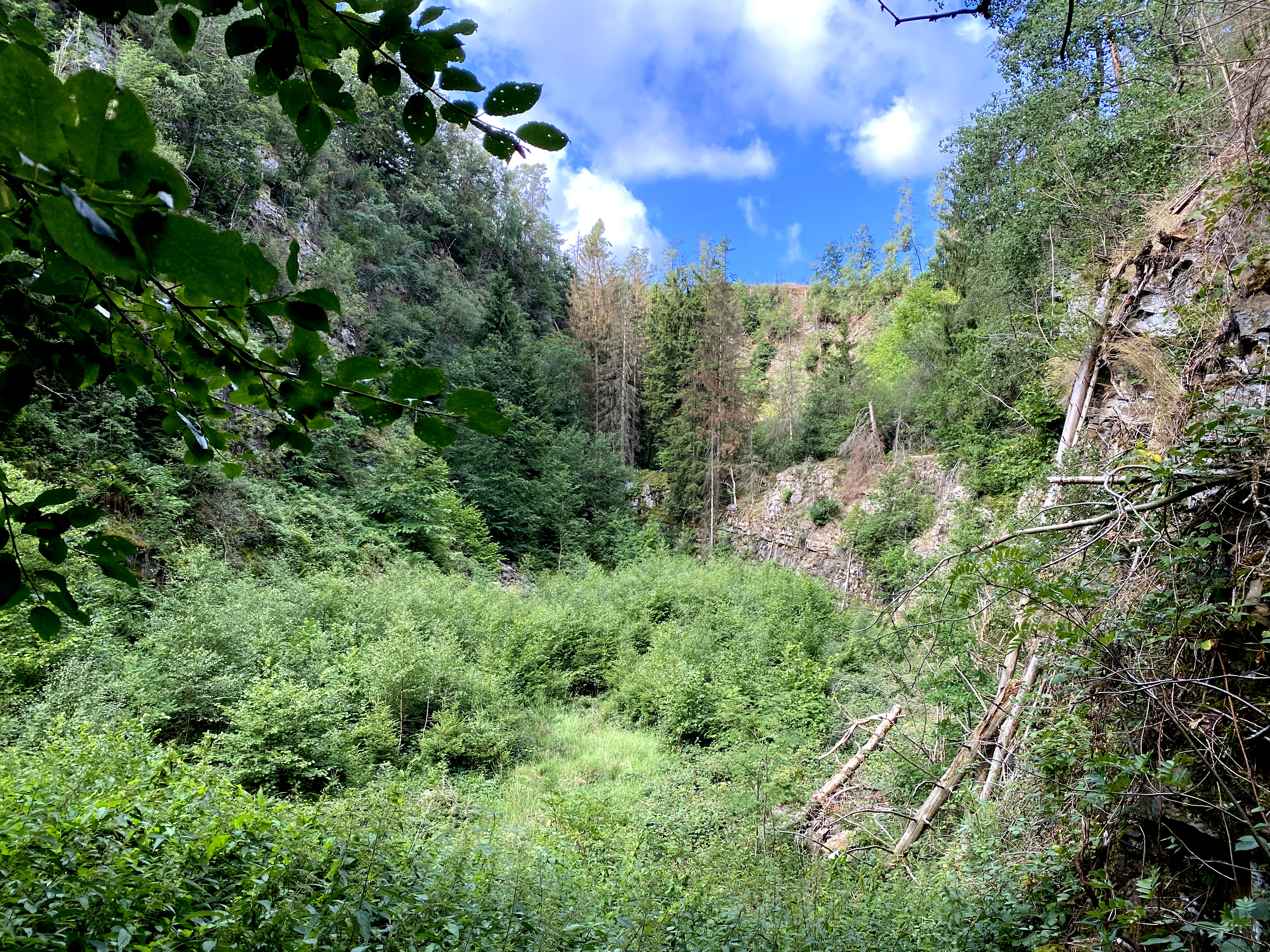
Hauptkessel Steinbruch am Wahlberg